# Cesare Augusto Detti
Cesare Augusto Detti (Spoleto, 28 novembre 1847 – Parigi, 19 maggio 1914) è stato un pittore italiano.

## Biografia
Detti nacque a Spoleto, allora parte dello Stato Pontificio, figlio di Davide Detti e Annunziata Vannini. All'età di quindici anni, nel 1862, si stabilì a Roma dove studiò all'Accademia nazionale di San Luca, allievo di Francesco Podesti, Francesco Coghetti e Mariano Fortuny. Nel 1872 a Napoli la prima mostra di un certo rilievo: notato dal mercante d'arte francese Adolphe Goupil, nel 1876 Detti si trasferì a Parigi.

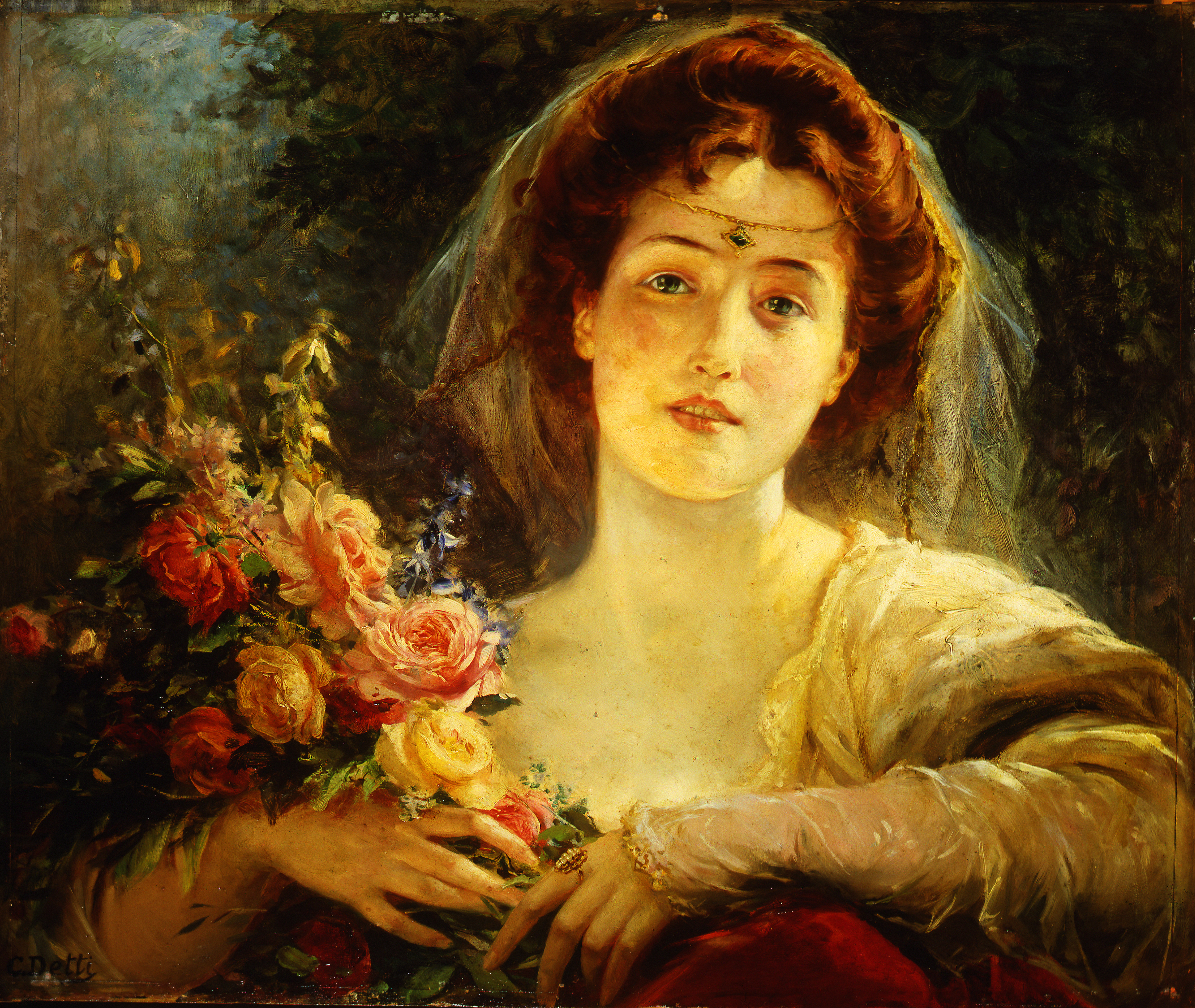
Ritratto di Giuliette Detti, Galleria Parmeggiani, Musei Civici di Reggio Emilia

Nella capitale francese conobbe Ignacio León y Escosura, pittore spagnolo, cui fu legato dalla passione per l'antiquariato; Detti entrò presto a far parte dell'ambiente artistico parigino e già nel 1878 espose al Salon l'opera Una rissa (nota anche con il titolo La rissa). Nello stesso anno presso l'Esposizione universale espose l'opera La fête ("La festa"). Negli anni 1880 Detti conobbe altri due pittori italiani che vivevano a Parigi, Giovanni Boldini e Giuseppe De Nittis. Durante questo periodo Detti espose sia in Francia che in Italia (alcuni esempi: Torino nel 1880, Milano nel 1906). Nel 1888 prese parte, a Londra, all'esposizione italiana; mentre nel 1889 gli fu conferita la medaglia di bronzo presso l'Esposizione universale di quell'anno. Nel 1894 si unì all'Accademia spoletina, rimanendo pertanto in contatto con l'ambiente culturale della sua città d'origine; sempre alla città di Spoleto Detti donò diverse sue opere. Presso l'Esposizione di Parigi del 1900 espose l'opera L'Aurore ("L'Aurora"). Nel 1910 partecipò a una delle sue ultime mostre al Salon: morì a Parigi il 19 maggio del 1914.
Opere di Detti si trovano in numerosi musei di tutto il mondo: in Italia i principali a Roma, Bologna, Reggio Emilia, Spoleto, Torino; all'estero a Sydney (Australia) e New York City (Stati Uniti d'America).